# Kim Brennan
Pour les articles homonymes, voir Crow et Brennan.
Kimberley Brennan (auparavant Kimberley Crow), née le 9 août 1985 à Melbourne, est une rameuse australienne.

## Biographie
Kimberley Crow termine troisième de l'épreuve de huit aux Championnats du monde d'aviron 2006. Elle participe aux Jeux olympiques d'été de 2008 et termine dixième en deux sans barreur avec Sarah Cook. Aux Mondiaux de 2010 et de 2011, elle obtient avec Kerry Hore la médaille d'argent. 
Aux Jeux olympiques d'été de 2012 à Londres, l'Australienne est médaillée d'argent en deux de couple femmes avec Brooke Pratley et médaillée de bronze dans l'épreuve féminine de skiff.
Elle remporte l'or en skiff aux Championnats du monde d'aviron 2013 et 2015 et l'argent en 2014.
Elle est championne olympique en skiff à Rio en 2016.